# 回廊

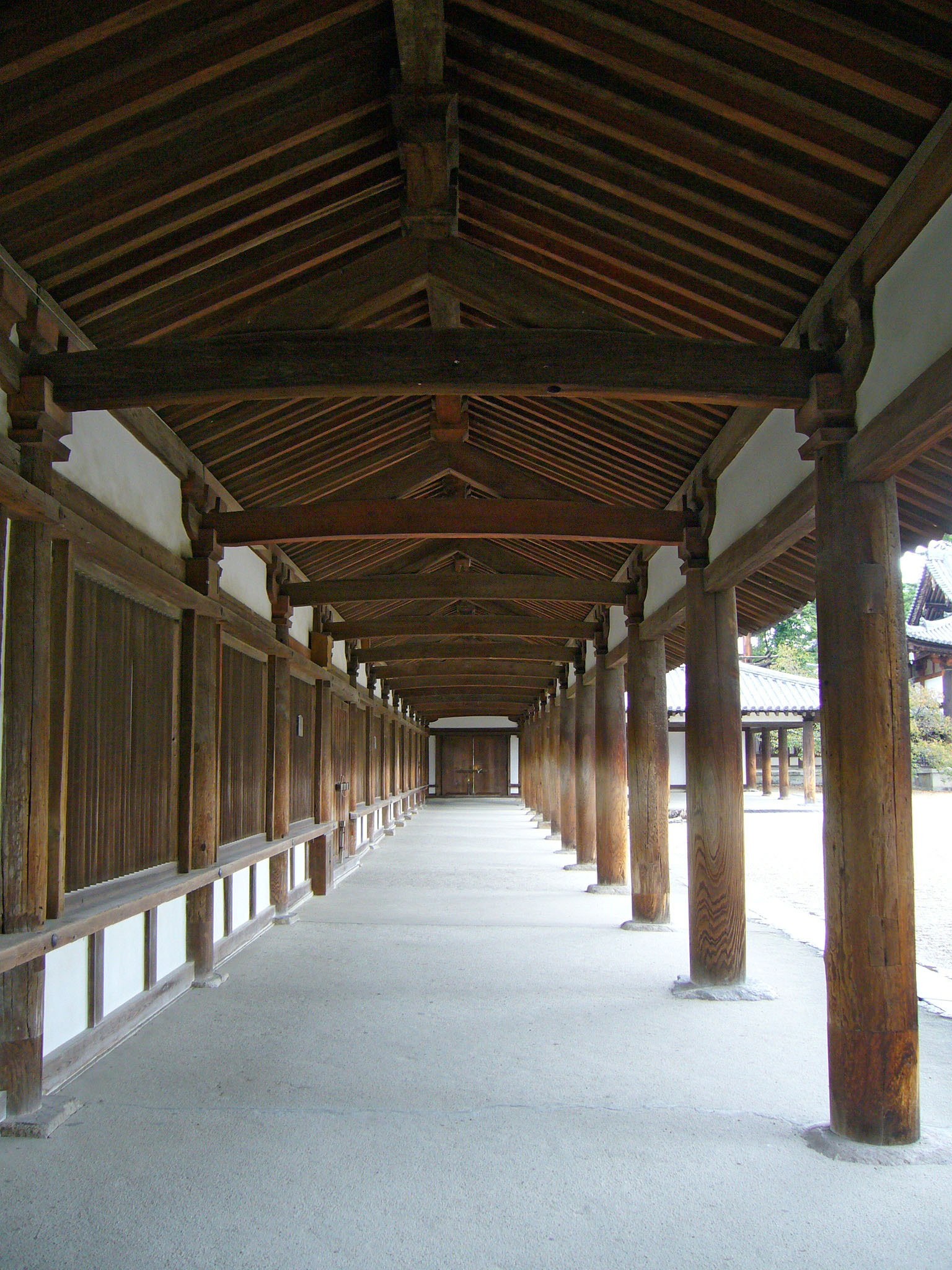
法隆寺の回廊

回廊（かいろう、廻廊とも、英語: cloister）とは、寺院などにおいて、建物や中庭などを屈折して取り囲むように造られた廊下のことである。
比喩的に、両側に山や海がせまって細くなった地形のことや、両側に他国の領土のある細長い領土部分のことを「回廊地帯」、または単に「回廊」と呼ぶ。

## 日本の寺院における回廊
幅が1間（柱が2本）のものを単廊、2間（柱が3本）のものを複廊といい、法隆寺東院伽藍は前者であり外部に面した壁面は連子窓（れんじまど）が付けられ、内庭に面した側は吹放し（開放）となっている。
一方、薬師寺の回廊などは複廊であり、中央の塀から内外両側に回廊が設けられた構造となっている。

## ギャラリー

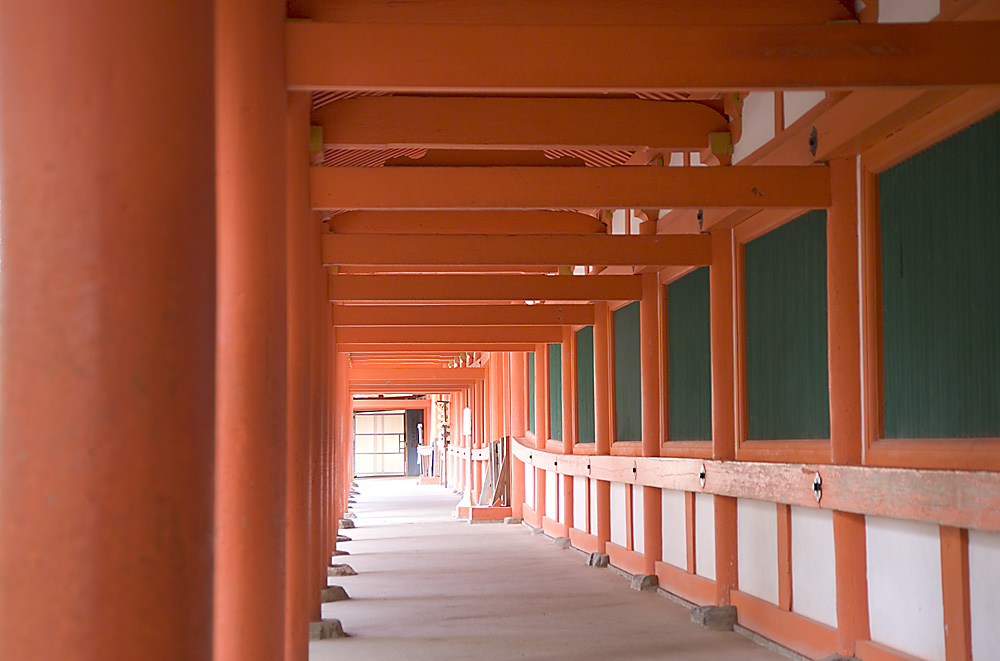
春日大社
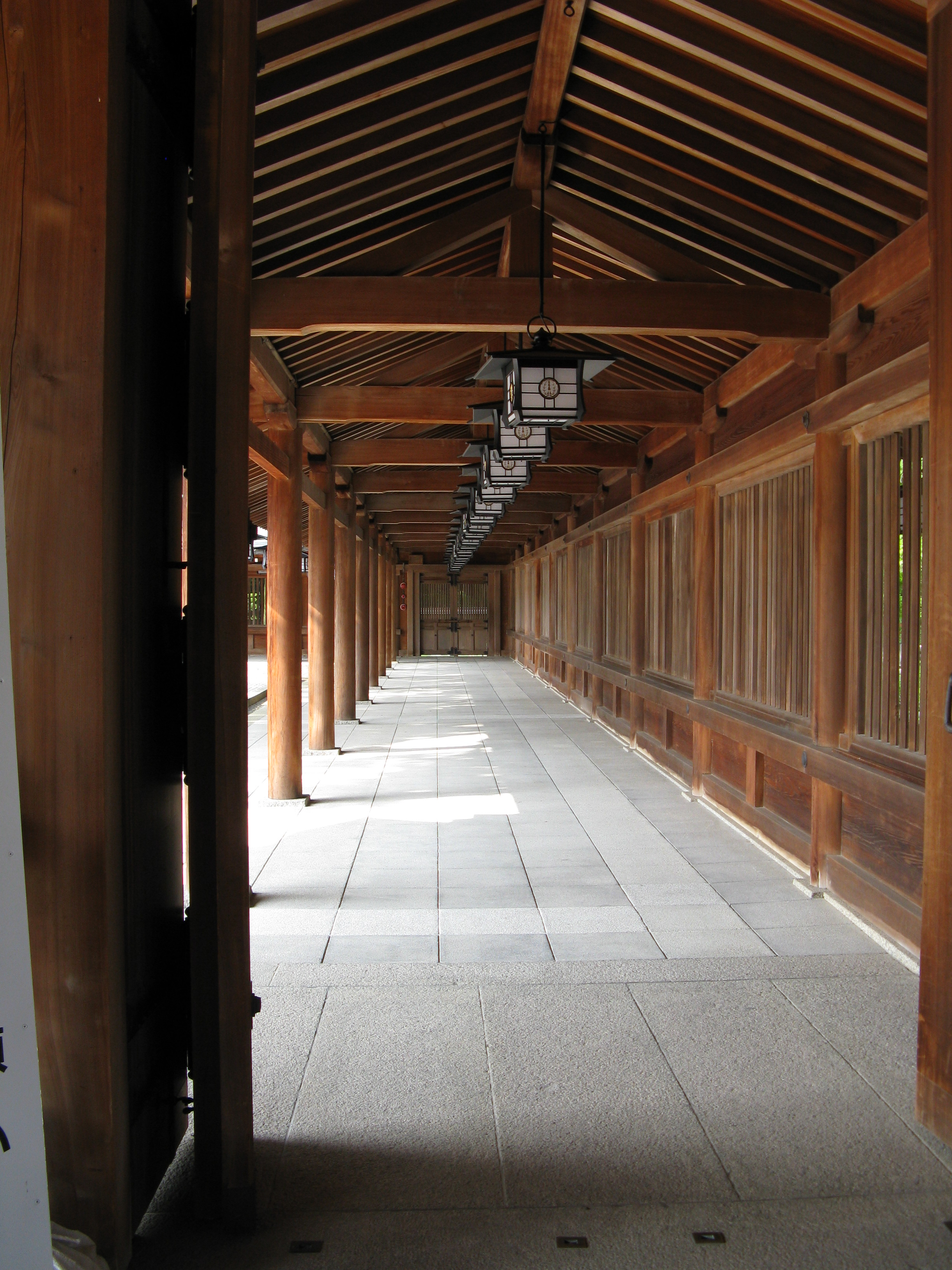
橿原神宮
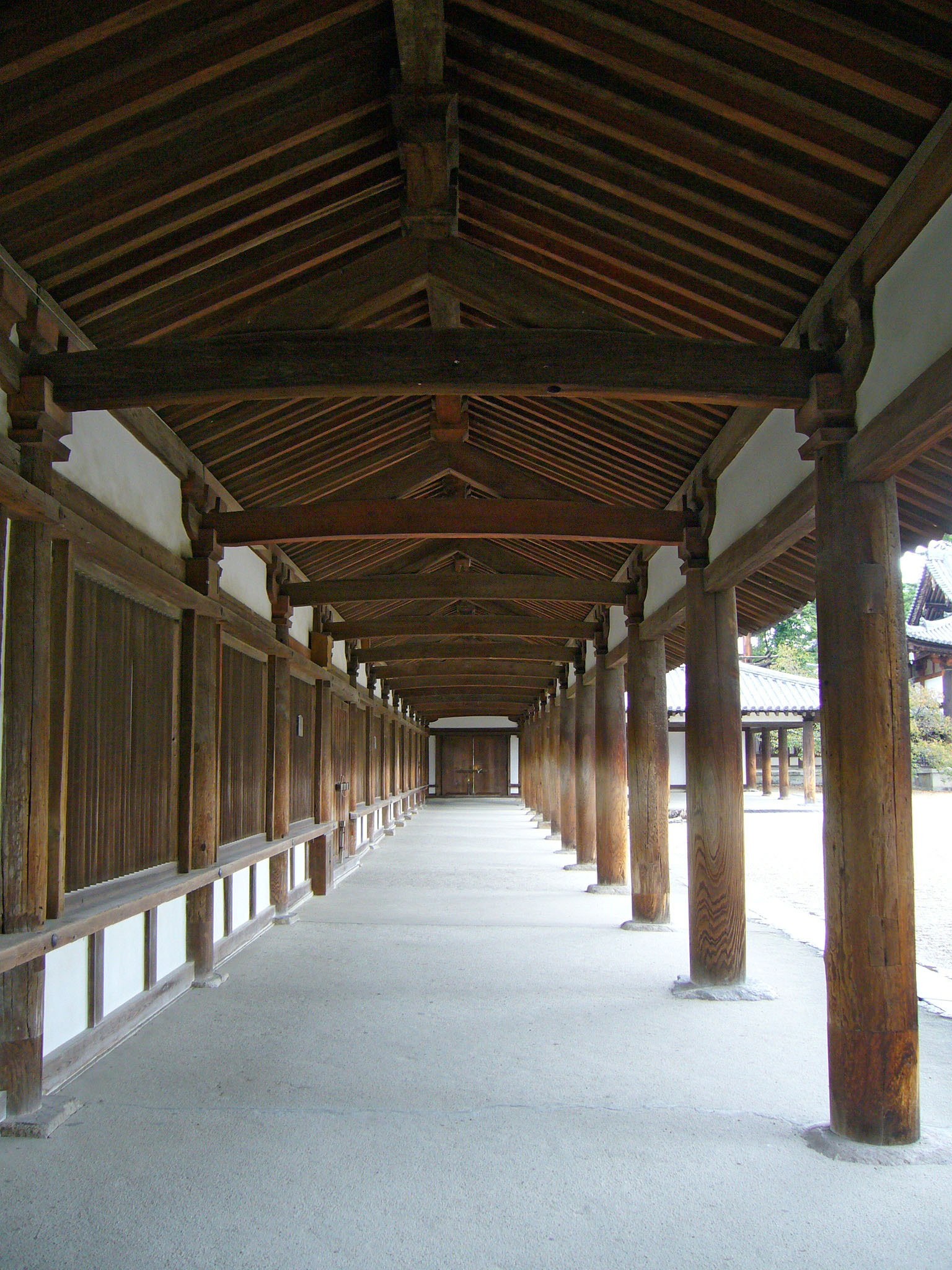
法隆寺西院伽藍廻廊
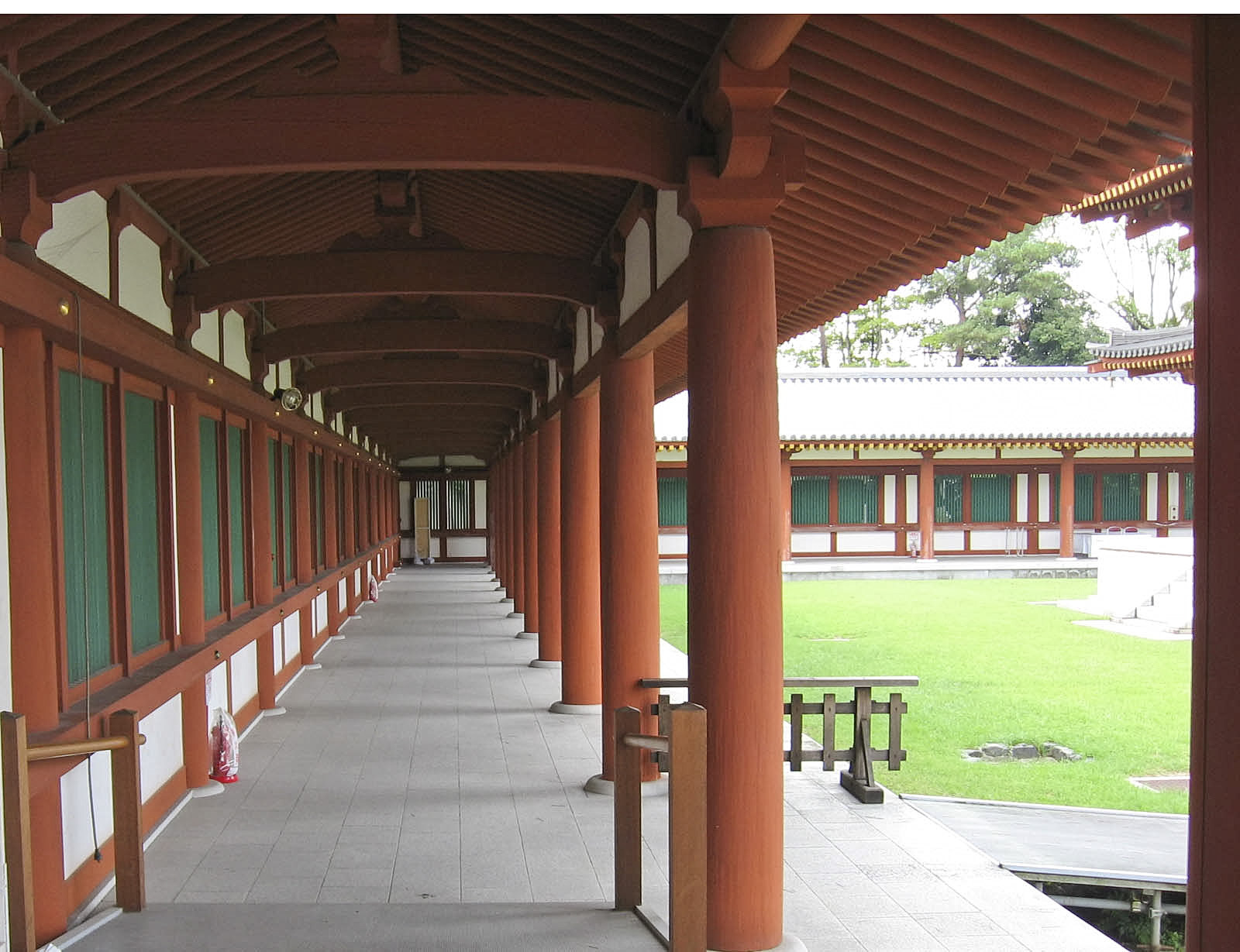
薬師寺回廊
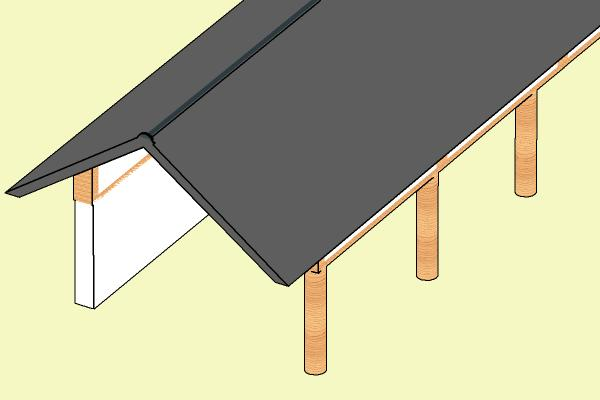
単廊の図
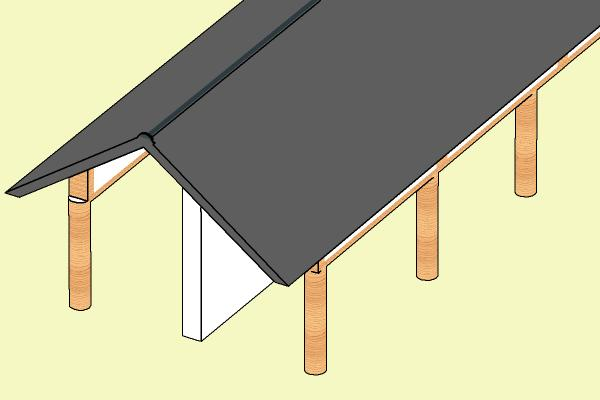
複廊の図
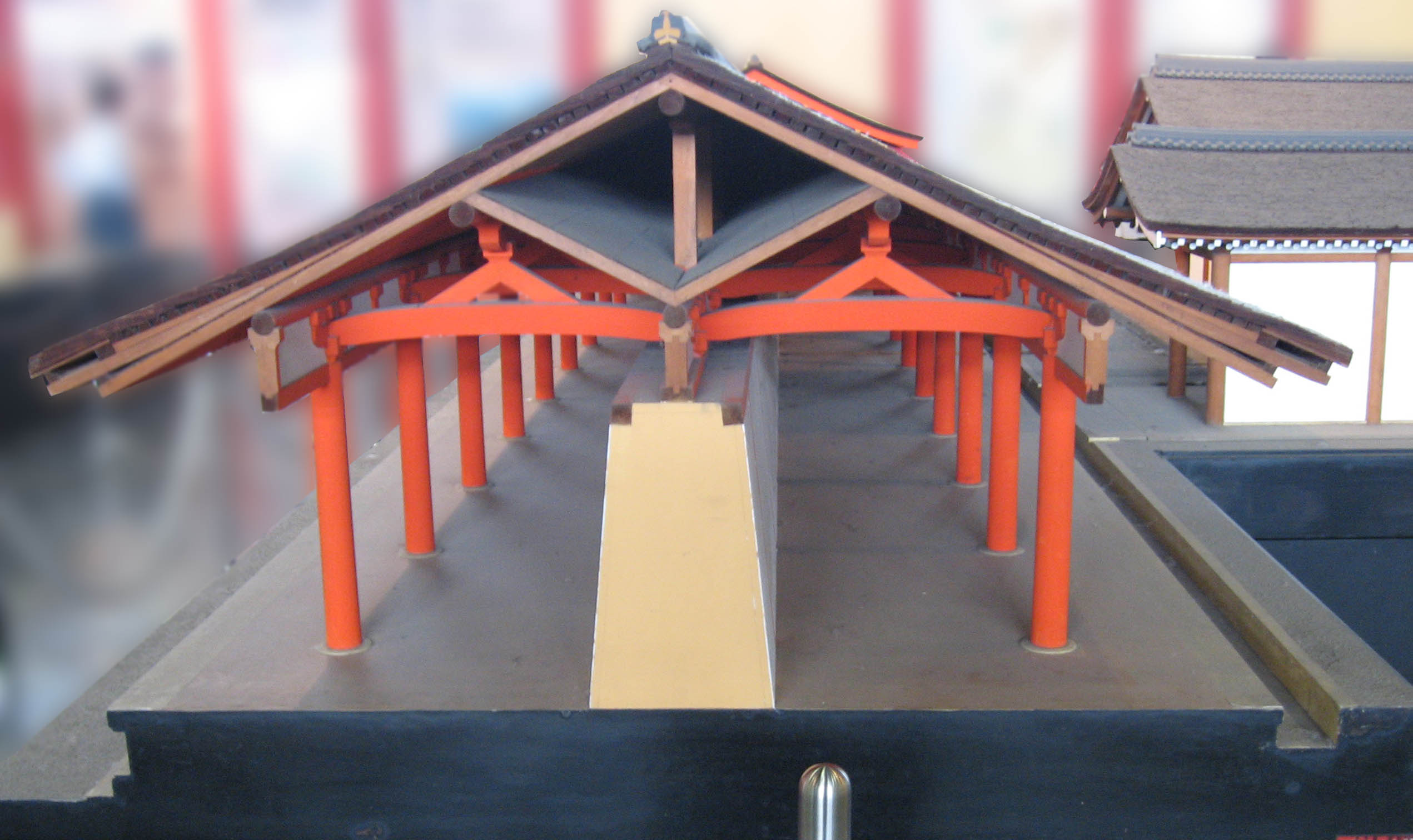
複廊断面（模型）。築地の左右に梁が伸び柱で支える。平城宮遺跡展示館
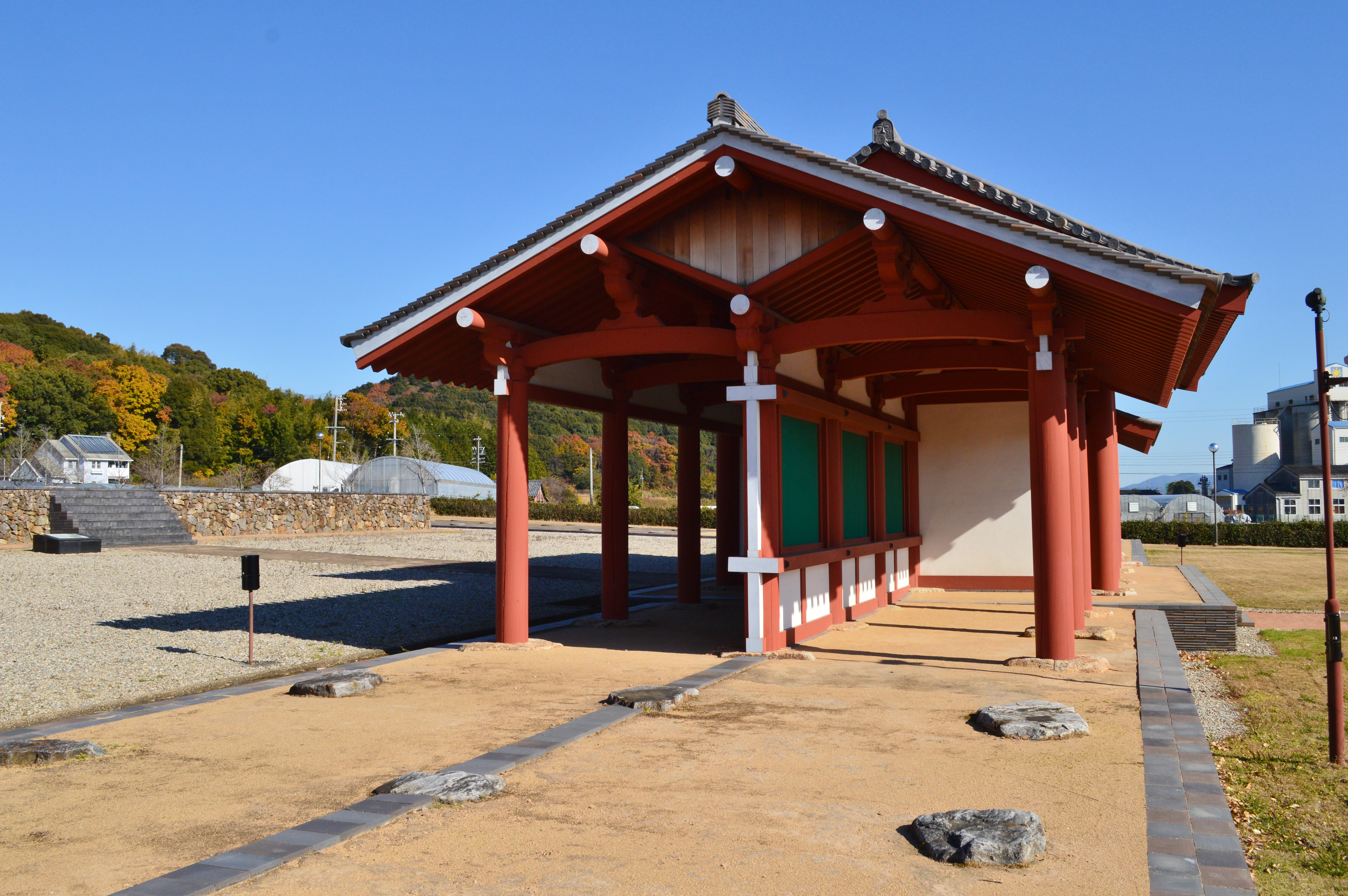
三河国分尼寺跡 複廊断面（復元）